# Stambeni sklop s kulom Cega u Kaštel Starome
Stambeni sklop s kulom Cega u mjestu Kaštel Starome nalazi se na adresi Obala kralja Tomislava 36, Grad Kaštela.

## Opis
Trogirski plemić Andrija Celio Cega početkom 16. st. gradi kulu (kaštel) na obali današnjeg Kaštel Starog. Kula Cega je izvorno izgrađena na stijenama u moru, a danas je očuvana kao dvokatnica s potkrovljem, kvadratičnog je tlocrta i dominantnog baroknog sloga. Na sjevernom pročelju sačuvan je ulaz smješten u osi pročelja. Nad vratima sjevernog pročelja kule sačuvan je i grb obitelji Cega s natpisom i godinom 1501. kao godinom gradnje. Pročelje je u adaptaciji 1600. godine preoblikovano tako da je na drugom katu postavljen kameni balkon na konzolama. Uz istočno pročelje kule je u 18. st. dozidana stambena dvokatnica te na taj način ove dvije građevine čine jedinstveni građevinski sklop u prostoru.

## Zaštita
Pod oznakom Z-3582 zaveden je pod vrstom "nepokretna kulturna baština - pojedinačna", pravna statusa zaštićena kulturnog dobra, klasificirano kao "vojne i obrambene građevine".